# Saison 1974-1975 de l'USM Blida
Maillots
Chronologie
Saison précédente Saison suivante
La saison 1974-1975 de l'Union sportive musulmane de Blida est la 8e saison du club en première division du championnat d'Algérie depuis l'indépendance de l'Algérie. Les matchs se déroulent dans le championnat d'Algérie et en Coupe d'Algérie.
Le championnat d'Algérie débute le 8 septembre 1974, avec la première journée de championnat. L'USMB se classe douzième de la compétition.

## Compétitions

### Championnat

#### Rencontres
| Date              | Journée     | Adversaire     | Lieu | Score | Buteurs de l'USMB | Buteurs de l'adversaire                       |
| ----------------- | ----------- | -------------- | ---- | ----- | ----------------- | --------------------------------------------- |
| MATCHS ALLER      |             |                |      |       |                   |                                               |
| 8 septembre 1974  | 1er journée | MC Alger       | Ext. | 2-1   | Baiker 83e        | Aizel 1 2e, Zenir 4e                          |
| 15 septembre 1974 | 2e journée  | USM Khenchela  | Dom. | 0-2   |                   |                                               |
| 22 septembre 1974 | 3e journée  | MC Saida       | Ext. | 2-0   |                   |                                               |
| 29 septembre 1974 | 4e journée  | ES Sétif       | Dom. | 1-0   |                   |                                               |
| 6 octobre 1974    | 5e journée  | MC Oran        | Ext. | 4-0   |                   |                                               |
| 13 octobre 1974   | 6e journée  | MO Constantine | Ext. | 2-0   |                   |                                               |
| 17 octobre 1974   | 7e journée  | CR Belcourt    | Dom. | 1-4   |                   |                                               |
| 20 octobre 1974   | 8e journée  | RC Kouba       | Ext. | 5-1   |                   |                                               |
| 27 octobre 1974   | 9e journée  | WA Boufarik    | Dom. | 1-2   |                   |                                               |
| 10 novembre 1974  | 10e journée | Hamra Annaba   | Ext. | 1-0   |                   |                                               |
| 17 novembre 1974  | 11e journée | USM Alger      | Dom. | 1-0   |                   |                                               |
| 24 novembre 1974  | 12e journée | USM Bel-Abbes  | Dom. | 1-0   |                   |                                               |
| 2 décembre 1974   | 13e journée | USM Sétif      | Ext. | 3-1   |                   |                                               |
| 15 décembre 1974  | 14e journée | JS Kabylie     | Dom. | 0-0   |                   |                                               |
| 22 décembre 1974  | 15e journée | NA Hussein Dey | Ext. | 0-2   |                   |                                               |
| MATCHS RETOUR     |             |                |      |       |                   |                                               |
| 25 décembre 1974  | 16e journée | MC Alger       | Dom. | 0-1   | -                 | Bousri 68e                                    |
| 5 janvier 1975    | 17e journée | USM Khenchela  | Ext. | 1-0   |                   |                                               |
| 12 janvier 1975   | 18e journée | MC Saida       | Dom. | 2-1   |                   |                                               |
| 19 janvier 1975   | 19e journée | ES Sétif       | Ext. | 5-0   | -                 | Griche 11e 67e, Salhi I 40e 62e, Benhenni 49e |
| 23 janvier 1975   | 20e journée | MC Oran        | Dom. | 1-0   |                   |                                               |
| 2 février 1975    | 21e journée | MO Constantine | Dom. | 2-2   |                   |                                               |
| 9 février 1975    | 22e journée | CR Belcourt    | Ext. | 2-0   |                   |                                               |
| 16 février 1975   | 23e journée | RC Kouba       | Dom. | 1-0   |                   |                                               |
| 2 mars 1975       | 24e journée | WA Boufarik    | Ext. | 0-0   |                   |                                               |
| 16 mars 1975      | 25e journée | Hamra Annaba   | Dom. | 0-1   |                   |                                               |
| 23 mars 1975      | 26e journée | USM Alger      | Ext. | 3-1   |                   |                                               |
| 30 mars 1975      | 27e journée | USM Bel-Abbes  | Ext. | 3-0   |                   |                                               |
| 13 avril 1975     | 28e journée | USM Sétif      | Dom. | 2-3   |                   |                                               |
| 20 avril 1975     | 29e journée | JS Kabylie     | Ext. | 3-1   |                   |                                               |
| 27 avril 1975     | 30e journée | NA Hussein Dey | Dom. | 1-1   |                   |                                               |

#### Classement final
Le classement est établi sur le barème de points suivant : une victoire vaut 3 points, un match nul 2 points et une défaite 1 point.
| Rang | Équipe          | Pts | J  | G  | N  | P  | Bp | Bc | Diff |
| ---- | --------------- | --- | -- | -- | -- | -- | -- | -- | ---- |
| 1    | MC Alger        | 72  | 30 | 16 | 10 | 4  | 49 | 22 | +27  |
| 2    | RS Kouba        | 71  | 30 | 15 | 11 | 4  | 51 | 23 | +28  |
| 3    | MC Oran C       | 67  | 30 | 14 | 9  | 7  | 53 | 42 | +11  |
| 4    | NA Hussein Dey  | 63  | 30 | 12 | 10 | 8  | 42 | 29 | +13  |
| 5    | USM Alger P     | 63  | 30 | 13 | 7  | 10 | 48 | 36 | +12  |
| 6    | CR Belcourt     | 63  | 30 | 9  | 15 | 6  | 41 | 27 | +14  |
| 7    | JS Kawkabi T    | 62  | 30 | 11 | 10 | 9  | 39 | 27 | +12  |
| 8    | ES Sétif        | 59  | 30 | 8  | 13 | 9  | 29 | 24 | +5   |
| 9    | MO Constantine  | 58  | 30 | 11 | 6  | 13 | 38 | 36 | +2   |
| 10   | HAMR Annaba     | 58  | 30 | 8  | 13 | 9  | 39 | 40 | -1   |
| 11   | USM Khenchela P | 57  | 30 | 11 | 5  | 14 | 24 | 40 | -16  |
| 12   | USM Bel-Abbès   | 57  | 30 | 8  | 11 | 11 | 29 | 54 | -25  |
| 13   | WA Boufarik     | 57  | 30 | 8  | 11 | 11 | 27 | 37 | -10  |
| 14   | MC Saïda P      | 55  | 30 | 8  | 8  | 14 | 32 | 44 | -12  |
| 15   | USM Sétif       | 49  | 30 | 6  | 8  | 16 | 37 | 63 | -26  |
| 16   | USM Blida       | 48  | 30 | 7  | 4  | 19 | 20 | 53 | -33  |

Résultat
- Qualifié pour la Coupe des clubs champions 1976

Relégation
- Relégation en Nationale II

Abréviations
T : Tenant du titre

C : Vainqueur de la Coupe d'Algérie 1974-1975

P : Promus de Nationale II